# Skuter za vodu
Skuter za vodu je rekreacijsko vozilo za jednu osobu (stajaći i sjedeći) ili za dvije do četiri osobe (sjedeći). Jet ski je ime modela kojeg je proizveo Kawasaki, ali je postalo opće prihvaćeno kao naziv za sve skutere na vodi. Zbog njihove relativno niske cijene te slobode i sigurnosti koju pružaju vlasnicima, jet skijevi su postali popularna vozila za rekreaciju, a obvezna dodatna oprema obuhvaća sigurnosni prsluk i kacigu.

## Povijest
Prvi modeli jet skijeva počeli su se pojavljivati 1980ih. Jedan od prvih jet skijeva, Suzukijev "Wet-bike", konstruiran je po uzoru na motorne sanjke za snijeg, a njime se kormiralarilo prednjom skijom. Uskoro je Kawasaki na tržište izbacio manje i praktičnije, većinom stajaće modele koji su mogli postizati brzinu do 60 km/h. Nakon toga, na tržištu se pojavio i Yamahin model koji je postizao brzinu do 50 km/h. Jet skijevi su su ubrzo dosegli dužinu veću od 3 metra i težinu veću od 250 kg. Danas jet skijevi mogu razviti brzine veće od 140 km/h, zbog kojih su jetovi postali vrlo popularni, osim kao rekreacijska vozila, i vozila za utrke koje se održavaju po cijelom svijetu. 

## Natjecanja

### Europsko prvenstvo
Europsko prvenstvo u jet skiju utemeljeno je 1987. godine i jedno je od najboljih serija brzinskih utrka. Prvenstvo se održava bez obzira na vremenske uvjete. Ni jedna utrka do sad nije bila otkazana. Dva je puta utrka odgođena, ali se vozila istog dana. Održalo se u Hrvatskoj u nekoliko navrata.

### Alpe Adria Kup
Alpe Adria Kup je savez čije su članice Hrvatska, Slovenija i Austrija. Cilj mu je povećati interes za jet ski. Također, sudionicima je omogućeno natjecanje s reprezentativcima drugih zemalja. Dio kupa koji se vozi u Hrvatskoj obuhvaća utrke na Čiču u Velikoj Gorici, Zadru, na novaljskoj plaži Zrće te u Poreču.

## Popis najpoznatijih proizvođača
- Kawasaki (Jet-Ski™)
- Honda (AquaTrax™)
- Yamaha (WaveRunner™)
- Polaris (proizvodnja prestala)
- BRP Bombardier Recreational Products (SeaDoo)
- hsc racing (Hydrospace)

## Vanjske poveznice
- Službene stranice europskog prvenstva u jet skiju  Arhivirana inačica izvorne stranice od 5. rujna 2006. (Wayback Machine)
- Alpe Adria Kup  Arhivirana inačica izvorne stranice od 16. kolovoza 2006. (Wayback Machine)